# 李師舒
李師舒（1756年—1817年），字誼原，河南濟源縣人。清朝官員。

## 生平
李師舒為監察御史李绍周曾孫。於乾隆五十八年（1793年）中式癸丑科二甲進士。選庶吉士，散館授翰林院編修。嘉慶初大考，改廣宗縣知縣，候補知州。任內纂修縣志。官至江南江安督粮道。子直隸祁州知州李傑娶張問陶和林頎之女。

## 著作
曾修《廣宗縣志》。